# Arminda Figueira Sousa
Arminda C. Figueira Sousa (Câmara de Lobos, Madeira, Portugal, 17 de março de 1888 – Funchal, Madeira, Portugal, 17 de maio de 1931) foi uma poetisa portuguesa, natural do concelho de Câmara de Lobos, na ilha da Madeira.
Era filha de Miguel Figueira de Sousa e de Matilde A. Oliveira de Sousa e sobrinha do poeta e charadista Simão Figueira de Sousa "Pício". Possuía o curso do Liceu e foi professora no Colégio Alexandre Herculano. Destruiu parte da sua obra lírica antes da sua morte, pelo que pouca da sua produção chegou aos dias de hoje. Colaborou no Almanaque de Lembranças Madeirenses e no Novo Almanaque de Lembranças Luso-Brasileiro. Publicou também alguns poemas no Diário de Notícias da Madeira e no Almanaque da Madeira.